# Coppa CERS 1998-1999
La Coppa CERS 1998-1999 è stata la 19ª edizione dell'omonima competizione europea di hockey su pista riservata alle squadre di club. Il torneo ha avuto inizio il 16 gennaio e si è concluso il 17 aprile 1999. 
Il titolo è stato conquistato dagli spagnoli del Liceo La Coruña per la seconda volta nella loro storia sconfiggendo in finale i portoghesi del Barcelos. 
In quanto squadra vincitrice il Liceo La Coruña ha ottenuto anche il diritto di partecipare alla Coppa Continentale 1999-2000.

## Squadre partecipanti
| Nazione     | Club                | Città                  | Qualificazione                          |
| ----------- | ------------------- | ---------------------- | --------------------------------------- |
| Austria     | Villach             | Villach                | 1º nel campionato austriaco 1998        |
| Francia     | Gujan-Mestras       | Gujan-Mestras          | 4º in Nationale 1 1997-1998             |
| Francia     | SCRA Saint-Omer     | Saint-Omer             | 5º in Nationale 1 1997-1998             |
| Francia     | Vaulx-en-Velin      | Vaulx-en-Velin         | 6º in Nationale 1 1997-1998             |
| Germania    | Cronenberg          | Wuppertal              | 1º in Rollhockey-Bundesliga 1997-1998   |
| Inghilterra | Letchworth          | Letchworth Garden City | 2º in Roller Hockey Premier League 1997 |
| Italia      | Roller Salerno      | Salerno                | 4º in Serie A1 1997-1998                |
| Italia      | Trissino            | Trissino               | 5º in Serie A1 1997-1998                |
| Portogallo  | Alenquer Benfica    | Alenquer               | 4º in 1ª Divisão 1997-1998              |
| Portogallo  | Barcelos            | Barcelos               | 5º in 1ª Divisão 1997-1998              |
| Portogallo  | Vitória Barcelinhos | Barcelos               | 6º in 1ª Divisão 1997-1998              |
| Spagna      | Alcobendas          | Alcobendas             | 5º in División de Honor 1997-1998       |
| Spagna      | Reus Deportiu       | Reus                   | 6º in División de Honor 1997-1998       |
| Spagna      | Liceo La Coruña     | La Coruña              | 7º in División de Honor 1997-1998       |
| Spagna      | Vilafranca          | Vilafranca del Penedès | 8º in División de Honor 1997-1998       |
| Svizzera    | Wimmis              | Wimmis                 | 4º in Lega Nazionale A 1998             |

## Risultati

### Ottavi di finale
| Squadra 1        | Totale  | Squadra 2           | Andata | Ritorno |
| ---------------- | ------- | ------------------- | ------ | ------- |
| Alenquer Benfica | 5 - 7   | Vitória Barcelinhos | 4 - 4  | 1 - 3   |
| Gujan-Mestras    | 0 - 16  | Roller Salerno      | 0 - 6  | 0 - 10  |
| Letchworth       | 3 - 34  | Alcobendas          | 1 - 15 | 2 - 19  |
| Liceo La Coruña  | 8 - 6   | Trissino            | 5 - 4  | 3 - 2   |
| Reus Deportiu    | 5 - 9   | Barcelos            | 2 - 5  | 3 - 4   |
| Vaulx-en-Velin   | 12 - 15 | Cronenberg          | 6 - 7  | 6 - 8   |
| Villach          | 2 - 28  | Vilafranca          | 2 - 11 | 0 - 17  |
| Wimmis           | 10 - 14 | SCRA Saint-Omer     | 4 - 8  | 6 - 6   |

### Quarti di finale
| Squadra 1       | Totale | Squadra 2           | Andata | Ritorno |
| --------------- | ------ | ------------------- | ------ | ------- |
| Alcobendas      | 13 - 4 | Cronenberg          | 6 - 1  | 7 - 3   |
| Barcelos        | 13 - 6 | Roller Salerno      | 11 - 3 | 2 - 3   |
| Liceo La Coruña | 9 - 6  | Vitória Barcelinhos | 6 - 4  | 3 - 2   |
| SCRA Saint-Omer | 4 - 9  | Vilafranca          | 3 - 4  | 1 - 5   |

### Semifinali
| Squadra 1  | Totale | Squadra 2       | Andata | Ritorno |
| ---------- | ------ | --------------- | ------ | ------- |
| Alcobendas | 3 - 5  | Liceo La Coruña | 1 - 2  | 2 - 3   |
| Vilafranca | 2 - 15 | Barcelos        | 2 - 7  | 0 - 8   |

### Finale
| Squadra 1 | Totale | Squadra 2       | Andata | Ritorno |
| --------- | ------ | --------------- | ------ | ------- |
| Barcelos  | 7 - 9  | Liceo La Coruña | 7 - 4  | 0 - 5   |